# Côte d'Opale (schip, 2021)

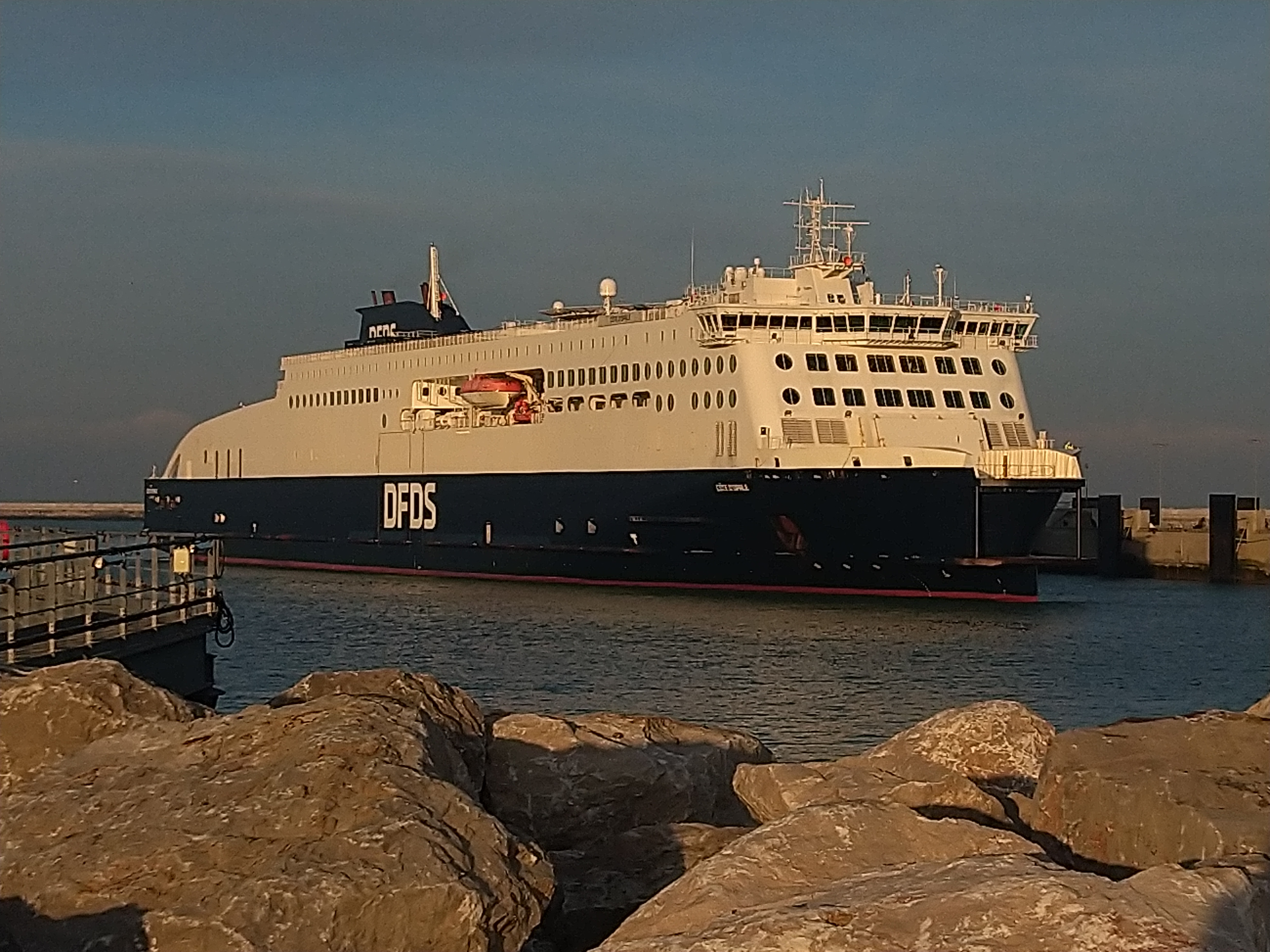
De Côte d'Opale in de haven van Calais

De Côte d'Opale is een veerboot uit de Stena E-Flexer-klasse. Ze werd in 2021 te water gelaten. Het schip werd in 2019 besteld door Stena RoRo en wordt gecharterd door de Deense rederij DFDS Seaways ter vervanging van de Calais Seaways uit 1991. Ze is ontworpen om 950 passagiers te vervoeren, en wordt ingezet op de lijn Calais - Dover.

## Geschiedenis
Het schip is in 2019 gebouwd door de scheepswerf AVIC Weihai Shipyard Co in China voor de rederij Stena AB Group (Stena RoRo) en wordt door DFDS Seaways gecharterd voor een contract van 10 jaar met de mogelijkheid van een toekomstige overname.
Op 25 mei 2020 werd de Côte d'Opale te water gelaten.
Op 4 augustus 2021 werd het schip in Calais gedoopt en maakte het haar eerste reis tussen Calais en Dover.

## Technische kenmerken
De Cote d'Opale is 215 meter lang (de langste veerboot op deze route) en beschikt over 9 dekken met in totaal 3000 lane meters (120 auto's en  160 vrachtwagens). Haar dienstsnelheid is 22 knopen (maximum snelheid 24 knopen).
De veerboot vaart op LSFO (Low Sulfur Fuel Oil) en heeft een boegschroef, om de omlooptijden en manoeuvreerbaarheid op de intensieve Kanaalroute te verbeteren. Het schip werd ook onmiddellijk op de scheepswerf voorzien met een "cow catcher" zoals alle schepen op de korte Calais-Dover route. Dit omdat de schepen op deze route gebruik maken van "land to vessel ramps" voor het laden en lossen, in tegenstelling tot vele andere veerverbindingen. 

## Catering en diensten aan boord
Het schip heeft meerdere eetgelegenheden aan boord:
- Light House Café
- Seven Seas Restaurant (een zelfbedieningsrestaurant met Franse en Britse keuken)
- Road Kings (alleen toegankelijk voor vrachtwagenchauffeurs met barlounge en restaurant)

Daarnaast zijn er ook verschillende andere diensten aan boord:
- Tax free shop/Boutique
- 2 speelruimtes voor kinderen
- Video game ruimte
- Premium Lounge
- Zonnedek (terras en ontspanningsruimte buiten)

## Zusterschepen
- MS Stena Edda
- MS Stena Embla
- MS Stena Estrid
- MS Galicië
- MS Salamanca
- MS Santona